# Bredareds IF
Bredareds IF (BIF) är en förening som grundades den 1 april 1937 i Bredared och har idag verksamhet inom orientering, skidor och fotboll. Den allmänna idrottsföreningen har kansli och anläggningar i Bredared som ligger i Borås kommun, ca 15 km nordväst om centrala Borås.
Klubben har fostrat Birgitta Olsson (född Larsson) som blev bronsmedaljör på VM 1972.